# Henri Moser-Charlottenfels
Henri Moser-Charlottenfels (Sint-Petersburg, 13 mei 1844 - Vevey, 15 juli 1923) was een Zwitsers ontdekkingsreiziger en kunstverzamelaar.

## Biografie

### Afkomst
Henri Moser-Charlottenfels was een zoon van Heinrich Moser en van Charlotte Mayu. Hij was een halfbroer van zoöloge Fanny Moser en van maatschappelijk werkster Mentona Moser. In 1887 trouwde hij met haar nicht Marguerite Schoch.
Moser-Charlottenfels kwam aan in Zwitserland in 1848. Hij bracht zijn jeugd door in Schaffhausen en het kasteel van Charlottenfels. Hij kreeg privélessen en verbleef op internaten in Romandië.

### Carrière
Vanaf 1868 maakte Moser-Charlottenfels meerdere reizen doorheen Centraal-Azië. Als avonturier, speculant, ontdekkingsreiziger en onderzoeker begon hij kunst en etnografische voorwerpen en wapens uit deze regio te verzamelen. In 1876 stelde hij zijn collectie voor het eerst tentoon in Schaffhausen. Later zou hij zijn collectie tentoonstellen in andere steden in Zwitserland en de rest van Europa, waaronder Stuttgart in 1888 en Parijs in 1891 en 1893. In 1914 schonk hij zijn verzameling aan het Bernisches Historisches Museum, waarna de verzameling in 1922 onderdeel werd van de permanente collectie.
Als commissaris-generaal voor Bosnië-Herzegovina was hij verantwoordelijk voor de Bosnische paviljoenen op de Wereldtentoonstelling van 1897 in Brussel en de Wereldtentoonstelling van 1900 in Parijs.
Hij publiceerde zijn reisverhalen in A travers l'Asie centrale (1886) en L'Orient inédit: à travers la Bosnie et l'Herzégovine (1895).

## Onderscheidingen
- Ereburger van Bern (1914).
- Doctor honoris causa aan de Universiteit van Bern (1914).

## Werken
- (fr)  A travers l'Asie centrale, 1886.

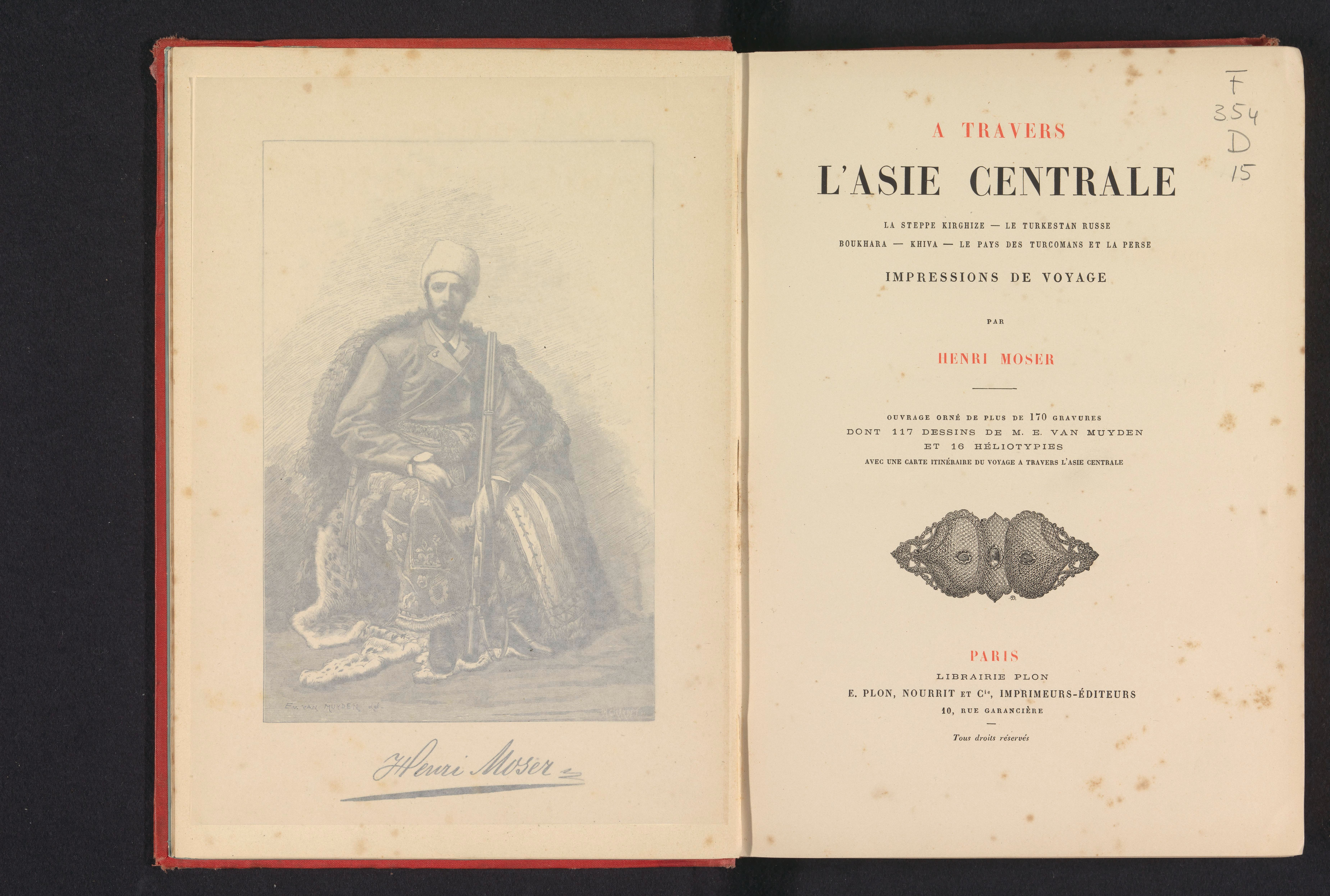
A travers l'Asie centrale, 1886.

- (fr)  L'Orient inédit: à travers la Bosnie et l'Herzégovine, 1895.

- Bibliothèque nationale de France: cb102485479 (data)
- Gemeinsame Normdatei: 119064154
- Historisch woordenboek van Zwitserland: 027752
- International Standard Name Identifier: 0000 0000 8096 0028
- Library of Congress Control Number: nr93037005
- Nationale Bibliotheek van Israël: 987007305512505171
- Nederlandse Thesaurus van Auteursnamen: 265212472
- Système universitaire de documentation: 119189534
- Virtual International Authority File: 17211482
- WorldCat: E39PBJwhwt7yqbWq3cwHp7CCwC